# Гамівка
Га́мівка (колишня назва — Джандран, алб. Xhandran) — село в Україні, у Приазовській селищній громаді Мелітопольського району Запорізької області. До 2017 року орган місцевого самоврядування — Приазовська селищна рада. Населення становить 479 осіб.

## Географія
Село Гамівка розташоване за 167 км від обласного центру та 35 км районного центру, на лівому березі річки Домузла. Вище за течією на відстані 2 км розташоване селище Приазовське, нижче за течією на відстані 1,5 км — село Білорічанське.

## Історія
Село засноване 1862 року арнаутами — переселенцями з бессарабського села Каракурт і спочатку мало назву Джандран (алб. Xhandran).
3 серпня 2017 року, в ході децентралізації, шляхом об'єднання Приазовської та Шевченківської сільської ради, село увійшло до складу Приазовської селищної громади.
17 липня 2020 року, в результаті адміністративно-територіальної реформи та ліквідації Приазовського району, село увійшло до складу Мелітопольського району.

## Об'єкти соціальної сфери
- Школа I—II ст.
- Дитячий дошкільний заклад.

## Особистість
7 листопада 1917 року в селі народилася Олександра Бандура — український літературознавець, методист української літератури, кандидат педагогічних наук (1956), лауреат Державної премії УРСР (1977).